# Woskriesienowka (obwód penzeński)
Woskriesienowka (ros. Воскресеновка) – wieś (sieło) w Rosji, w obwodzie penzeńskim, w rejonie penzeńskim. W 2021 liczyła 1854 mieszkańców.